# Lallemandia nodosa
Lallemandia nodosa är en insektsart som beskrevs av William D. Funkhouser. Lallemandia nodosa ingår i släktet Lallemandia och familjen hornstritar. Inga underarter finns listade i Catalogue of Life.